# Lessing-Denkmal (Wolfenbüttel)
Das Lessing-Denkmal ist ein Denkmal in Wolfenbüttel in Niedersachsen. Es ist vermutlich das früheste Denkmal, das für den Dichter, Dramatiker und Philosophen der Aufklärung Gotthold Ephraim Lessing errichtet wurde. Es steht heute im Eingangsraum des Hauptgebäudes der Herzog August Bibliothek.

## Geschichte
Initiator des Denkmals war ab 1788 der hannoversche Schauspieldirektor Gustav Friedrich Wilhelm Großmann, der dieses Projekt gerade wegen der damals noch umstrittenen Position Lessings an dem Ort seines letzten Wirkens umgesetzt sehen wollte. Unterstützt wurde er von dem Schriftsteller und Verleger Joachim Heinrich Campe in Braunschweig, der zusammen mit weiteren Helfern die notwendigen Gelder sammelte.
Das Denkmal wurde bereits im Juli 1796, also etwa 15 Jahre nach dem Tode des Geehrten, in Wolfenbüttel zwischen dem damaligen Gebäude der Herzog August Bibliothek („Rotunde“) und dem Zeughaus im Freien aufgestellt. Da Lessing und sein Werk damals in weiten Teilen der Bevölkerung noch nicht sehr populär waren, wie aus zeitgenössischen Quellen zu erfahren ist, bestand Gefahr, dass der „Pöbel“ das Denkmal „demolieren“ könnte. Der Wachtposten vor dem Zeughaus wurde angehalten, ein Auge darauf zu haben. Im Jahre 1806 wurde es schließlich zum Schutz vor Vandalismus in das Vestibül der Bibliotheksrotunde versetzt und kam 1887 – nach dem Abriss der Rotunde – in den wilhelminischen Neubau des Bibliothekshauptgebäudes.

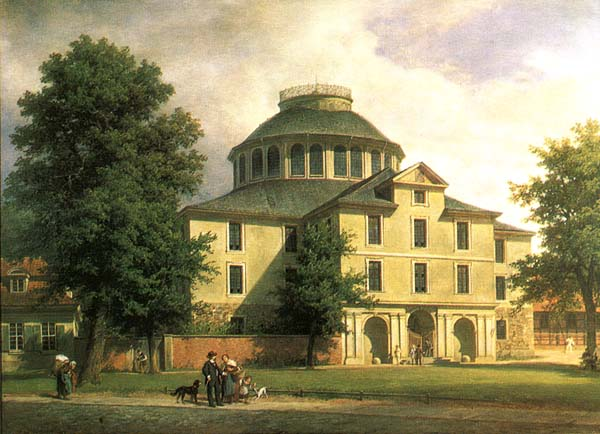
Zweiter Aufstellungsort des Denkmals von 1806 bis 1887: die Wolfenbütteler Bibliotheksrotunde
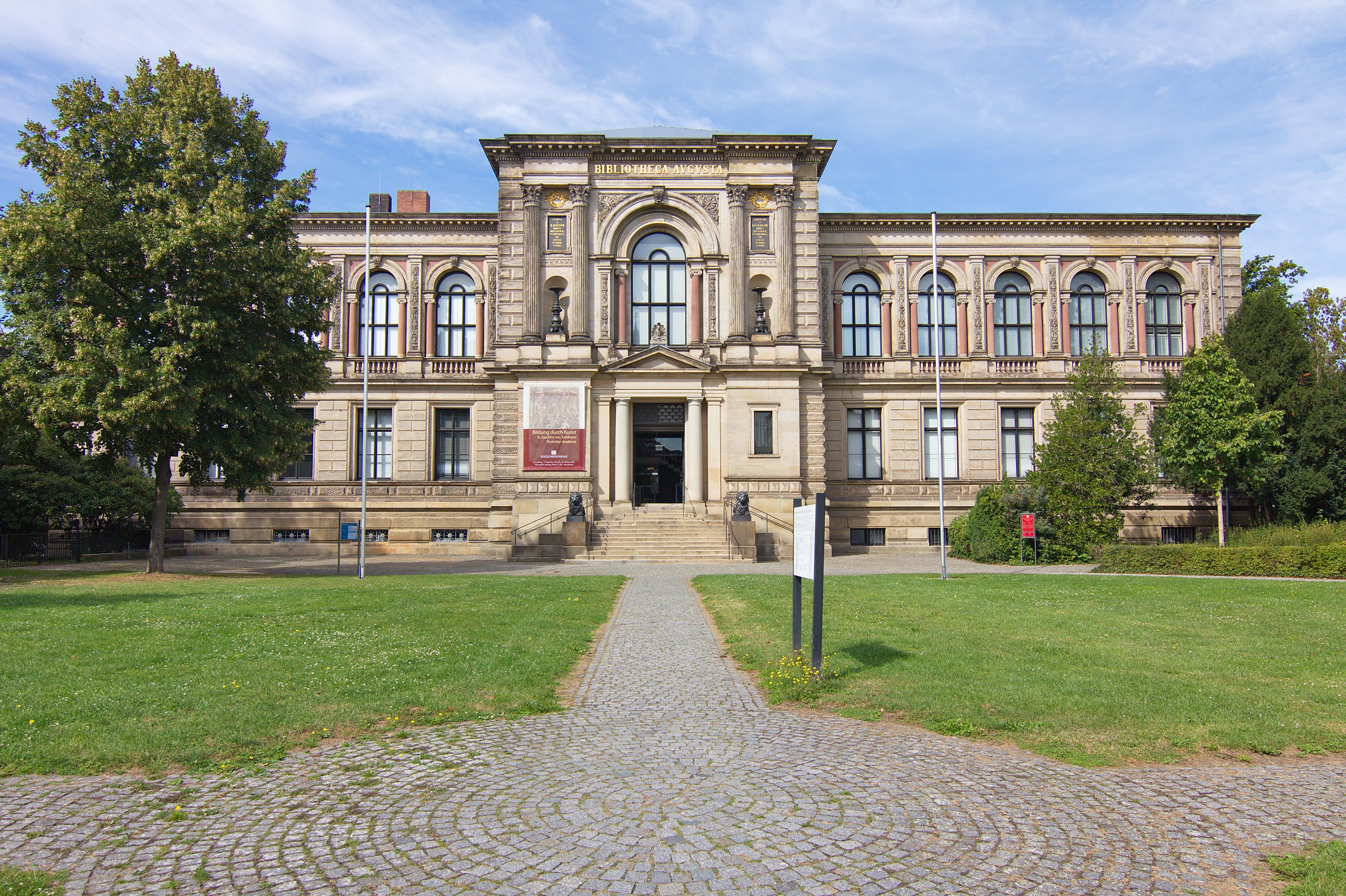
Dritter Aufstellungsort von 1887 bis heute: das Bibliotheks-Hauptgebäude

## Ausführung
Ausgeführt wurde das Denkmal vom Gothaer Bildhauer Friedrich Wilhelm Eugen Döll aus Blankenburger Marmor im Stil eines antiken Grabmals. Das Monument mit quadratischem Grundriss zeigt auf jeder Seite ein Relief aus hellerem Stein. Auf einer Seite ist das Porträt Lessings im Profil dargestellt, auf der gegenüberliegenden Seite die allegorischen Masken zu Komödie und Tragödie als Sinnbild des Theaters. Die beiden anderen Seiten zeigen Inschriften in vertieften und vergoldeten Antiqua-Lettern.
G. E. LESSING
WEISER. DICHTER
DEVTSCHLANDS. STOLZ
EINST
DER. MVSEN. VND. SEINER
FREVNDE. LIEBLING
IHM
ERRICHTETEN. DIESES
DENCKMAHL
EINIGE
SEINER. DANCKBAREN
ZEITGENOSSEN
MDCCLXXXXV

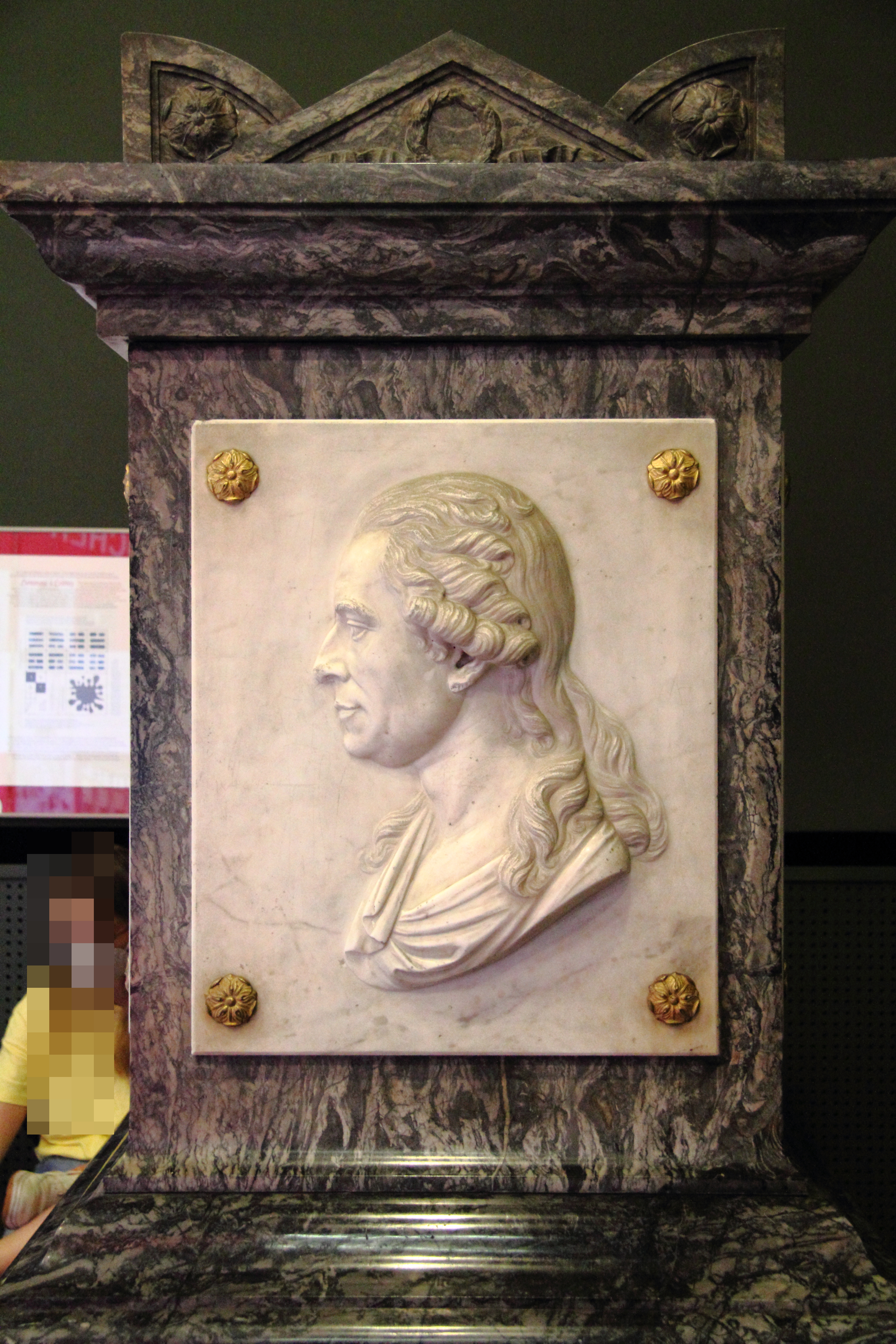
Reliefplatten am Lessingdenkmal im Vestibül der Herzog August Bibliothek
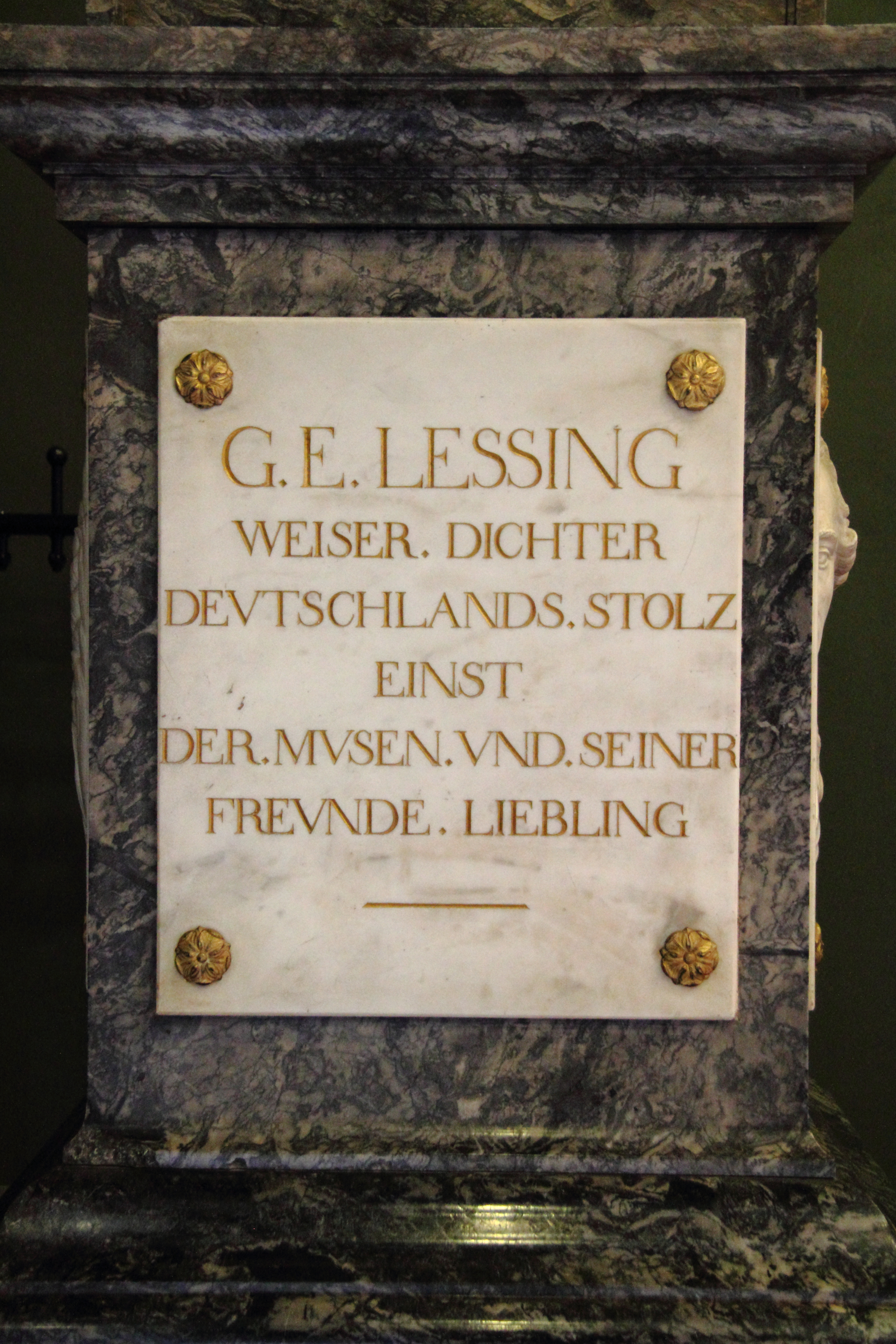
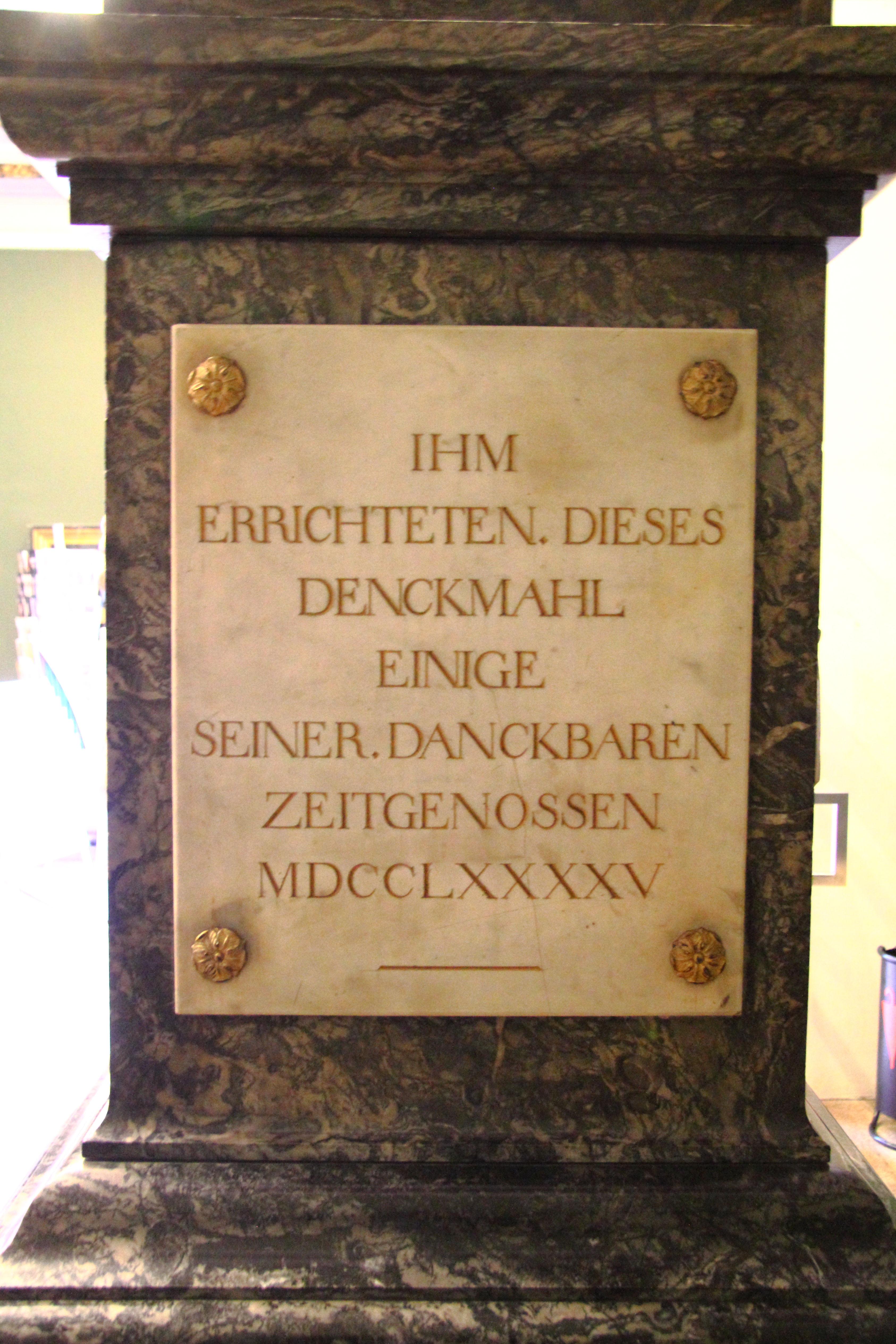
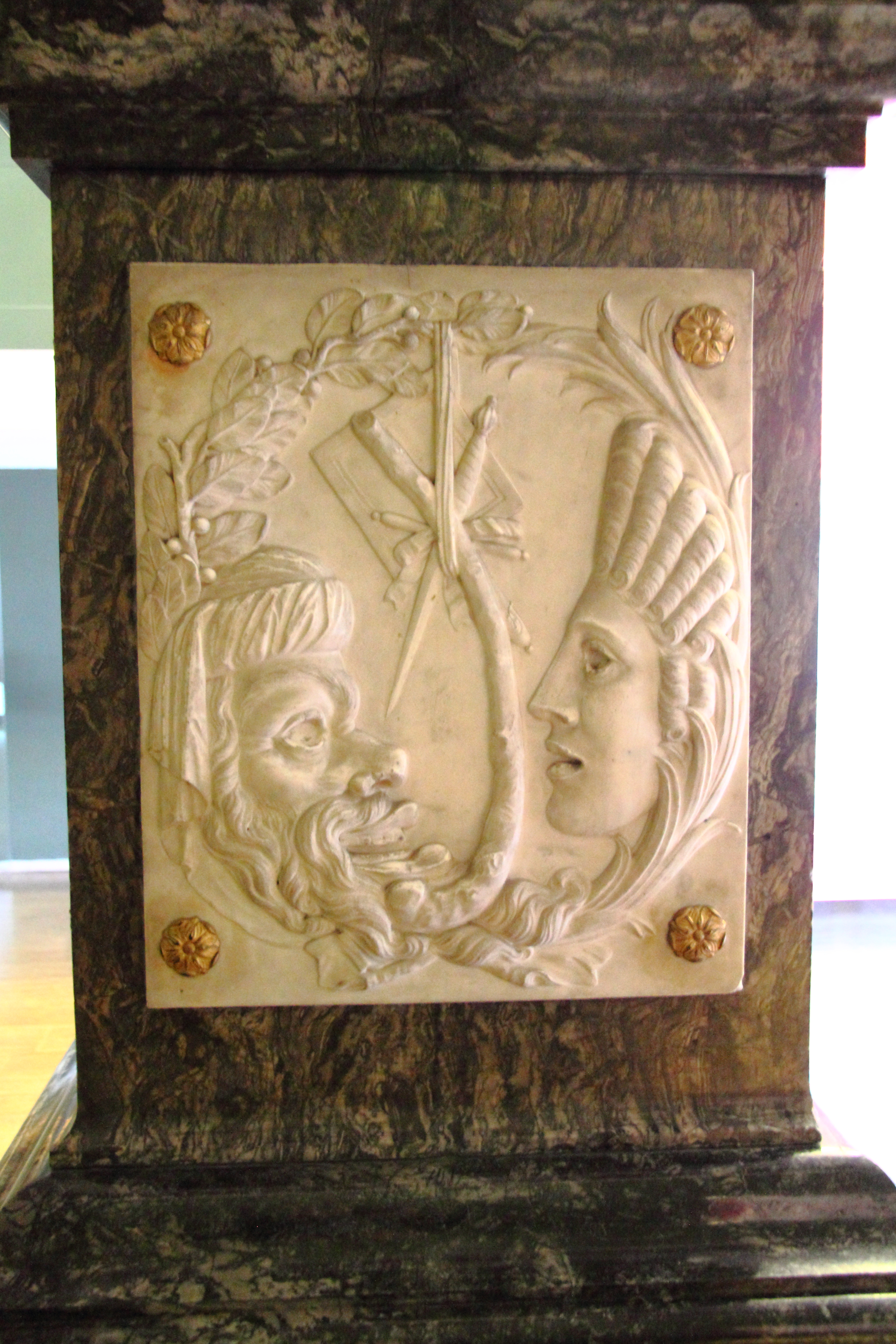

## Nathan-Denkmal

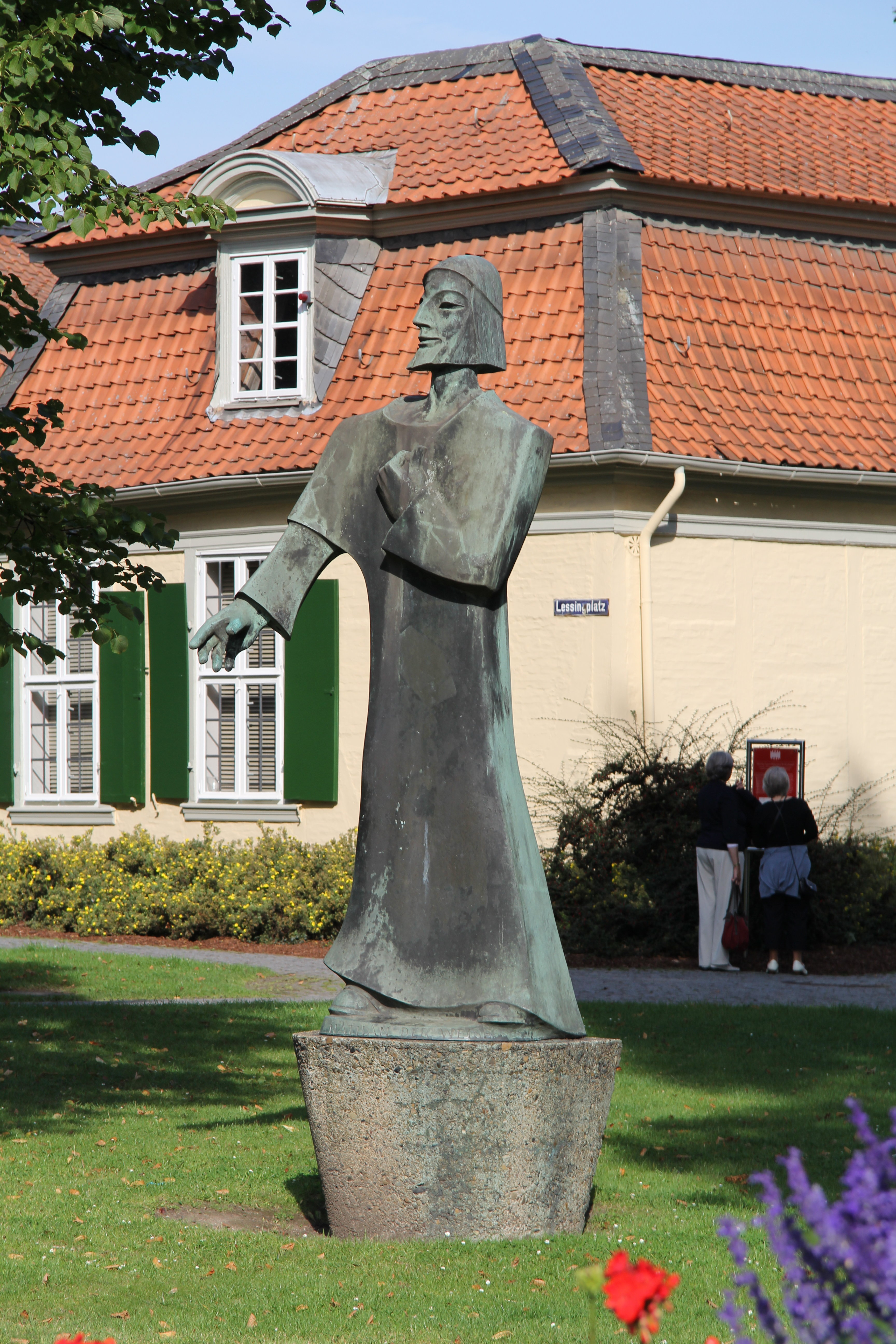
Denkmal „Nathan der Weise“ vor dem Lessinghaus

Als Erinnerung an Lessings Wirken an dieser Stelle ließ die Stadt Wolfenbüttel im Jahre 1961 zusätzlich vom ortsansässigen Bildhauer Erich Schmidtbochum eine Bronzestatue von Nathan dem Weisen anfertigen und auf dem Platz zwischen Lessinghaus, Bibliothek, Zeughaus und Schloss aufstellen. Der Künstler nahm den berühmten Schauspieler und Nathan-Darsteller Ernst Deutsch zum Vorbild für die Gestaltung der Bronzefigur. „Nathan der Weise“ war das letzte von Lessing verfasste Stück. Er schrieb es in seinen letzten Jahren in Wolfenbüttel, wenige Meter vom heutigen Aufstellungsort der Statue entfernt, und setzte damit seinem Freund, dem jüdischen Aufklärer Moses Mendelssohn ein literarisches Denkmal.

## Lessing in Wolfenbüttel
Das Andenken an Lessing wird in Wolfenbüttel bis heute hoch gehalten. Die Stadt selbst nennt sich offiziell „Lessingstadt“. Das ehemalige Hofbeamtenhaus, das Lessing in seinen letzten Jahren bewohnte und wo er „Nathan der Weise“ verfasste, gehört heute zur Herzog August Bibliothek, in der Lessing als Bibliothekar beschäftigt war. Es dient unter dem Namen Lessinghaus als Museum für die Person und das Werk Lessings. Der freie Platz zwischen Bibliothek und Schloss heißt heute „Lessingplatz“ und die nach Norden führende Straße „Lessingstraße“. Das im Jahre 1909 eröffnete Stadttheater wurde 1929 in „Lessing-Theater“ umbenannt.